# زيما
زيما (بالروسية: Зима) هي إحدى مدن روسيا في الكيان الفدرالي الروسي إركوتسك أوبلاست.

## أعلام
- يفغيني يفتوشينكو